# مارگارت مان
مارگارت مان (انگلیسی: Margaret Mann؛ ۴ آوریل ۱۸۶۸ – ۴ فوریهٔ ۱۹۴۱) یک هنرپیشه اهل ایالات متحده آمریکا بود.